# Музей энергетики и техники
Музе́й энерге́тики и те́хники (лит. Energetikos ir technikos muziejus) — музей, популяризирующий и изучающий техническое наследие, историю техники Литвы и историю Вильнюса.
Находится в Вильнюсе, размещаясь в здании бывшей городской центральной тепловой электростанции, действовавшей с 1903 по 1998 год, по адресу улица Ринктинес 2 (Rinktinės g. 2), недалеко от моста короля Миндаугаса. Открыт с 10 до 17 (вторник, среда, пятница, суббота) и с 10 до 19 (четверг). Входной билет 4 евро; для школьников, студентов, пенсионеров 2 евро; для детей и лиц с ограниченными возможностями — 0,75 евро.
Комплекс четырёх построек тепловой электростанции площадью 7206 м2 включён в Регистр культурных ценностей Литовской Республики и охраняется государством как объект национального значения (код 16706).

## История

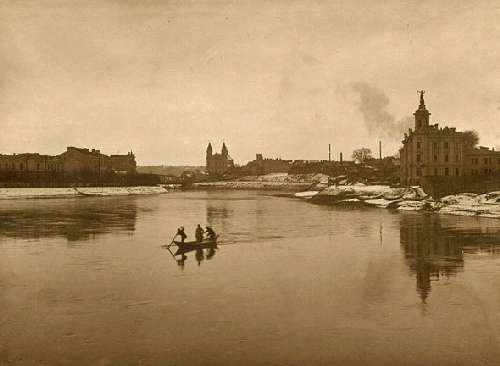
Электростанция в 1918 году

Городская электростанция в Вильно строилась с 1901 года и с начала 1903 года обеспечивала электрическим током Вильну. Трёхэтажное здание украшала символизирующая свет электричества скульптура Болеслава Балзукевича высотой 4 м, державшаяся своим собственным весом (4 т). Пережившая перипетии истории и две мировые войны статуя была уничтожена в 1957 году и восстановлена по старым фотографиям скульптором Пятрасом Мазурасом в 1995 году.

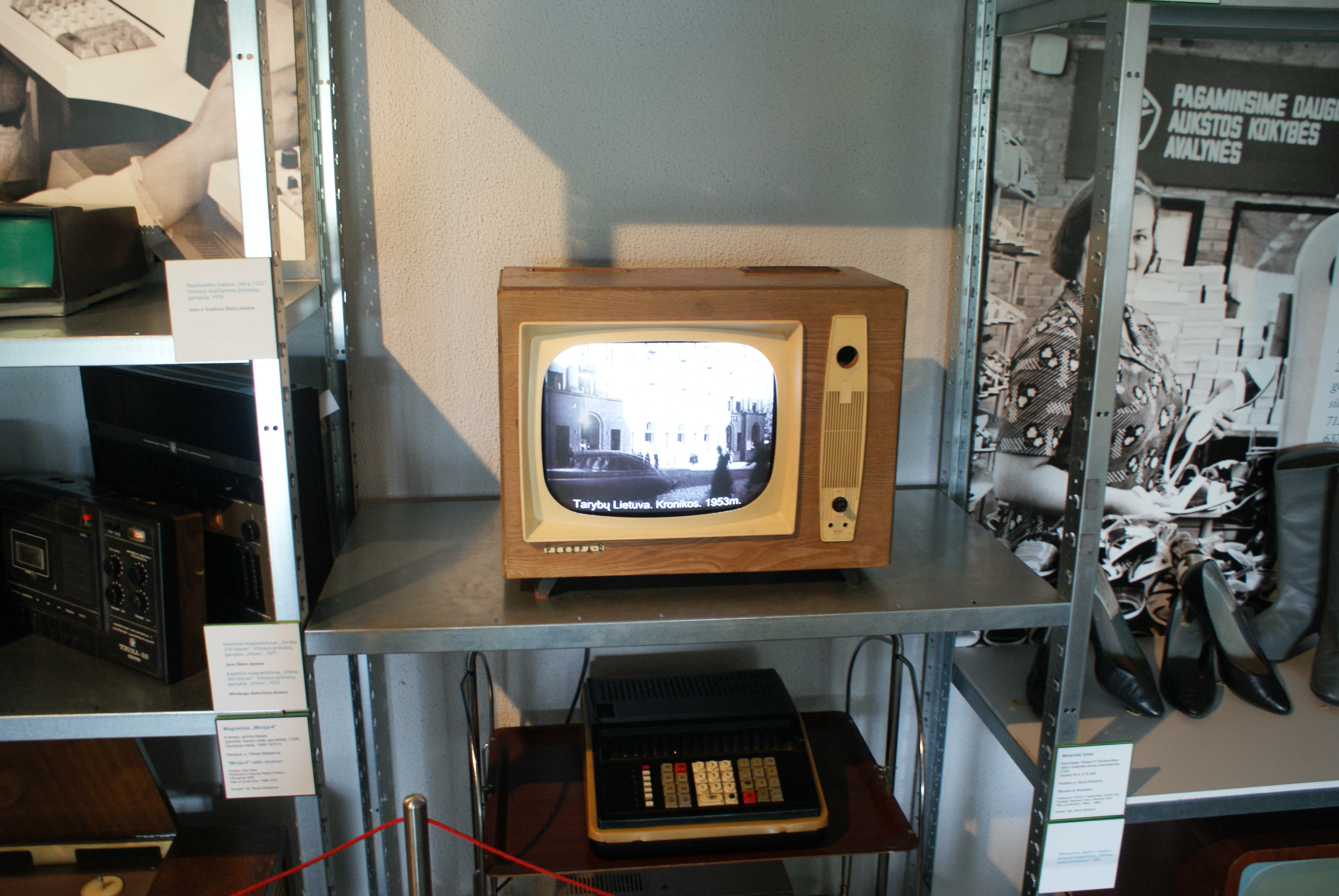
Часть экспозиции

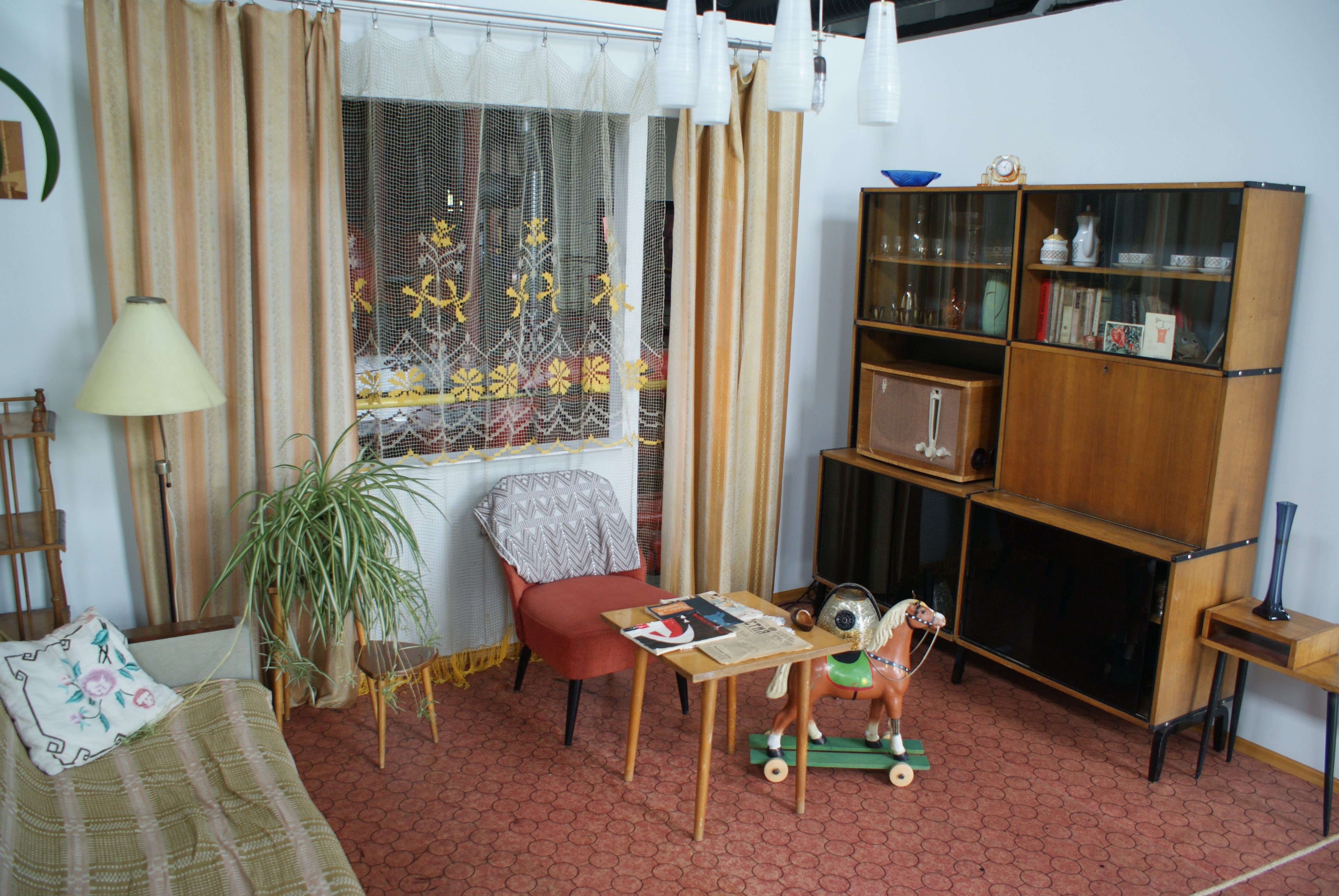
Образец интерьера хрущёвки

Электростанция неоднократно реконструировалась и модернизировалась. До 1951 года она оставалась единственным производителем электричества в городе. После того, как начали действовать новые тепловые электростанции в Вилкпеде и Гарюнай, старая электростанция продолжала снабжать часть Вильнюса электричеством до 1982 года (по другим сведениям — до 1989 года), паром и горячей водой — до 1998 года.
В 1982 году электростанция была признана памятником истории (техники) местного значения, охраняемым государством.
Первых посетителей музей принял в 2003 году в связи с отмечавшейся столетней годовщиной городской электростанции. Тогда музей занимал едва 13 % бывшей электростанции; остальные помещения находились в плачевном состоянии. В конце 2008 года был завершен проект реконструкции и приспособления бывшего индустриального объекта к потребностям культуры и туризма. Площадь музея достигла 5000 м2; музей стал крупнейшим музеем в Литве, знакомящим с техническим наследием.

## Экспозиция
Экспозиция знакомит с подлинным, недавно действовавшим оборудованием электростанции, и различными сторонами истории техники и промышленности в Вильнюсе. На крыше музея действуют ветровая и солнечная электроустановки, наглядно демонстрирующие возможности альтернативной энергетике. Постоянные экспозиции представляют
- историю энергетики — турбинный зал с турбинами, котельная с паровыми котлами, электросчётчики, макеты электростанций;
- историю промышленности от первых цехов ремесленников до индустрии позднего советского периода;
- иллюстрированный макетами путь природного газа от добычи до потребителя. Действуют интерактивные экспозиции «Техника — детям» и «Цели технической науки». Часть экспонатов размещена под открытым небом во дворе музея.